# Witold Horwath

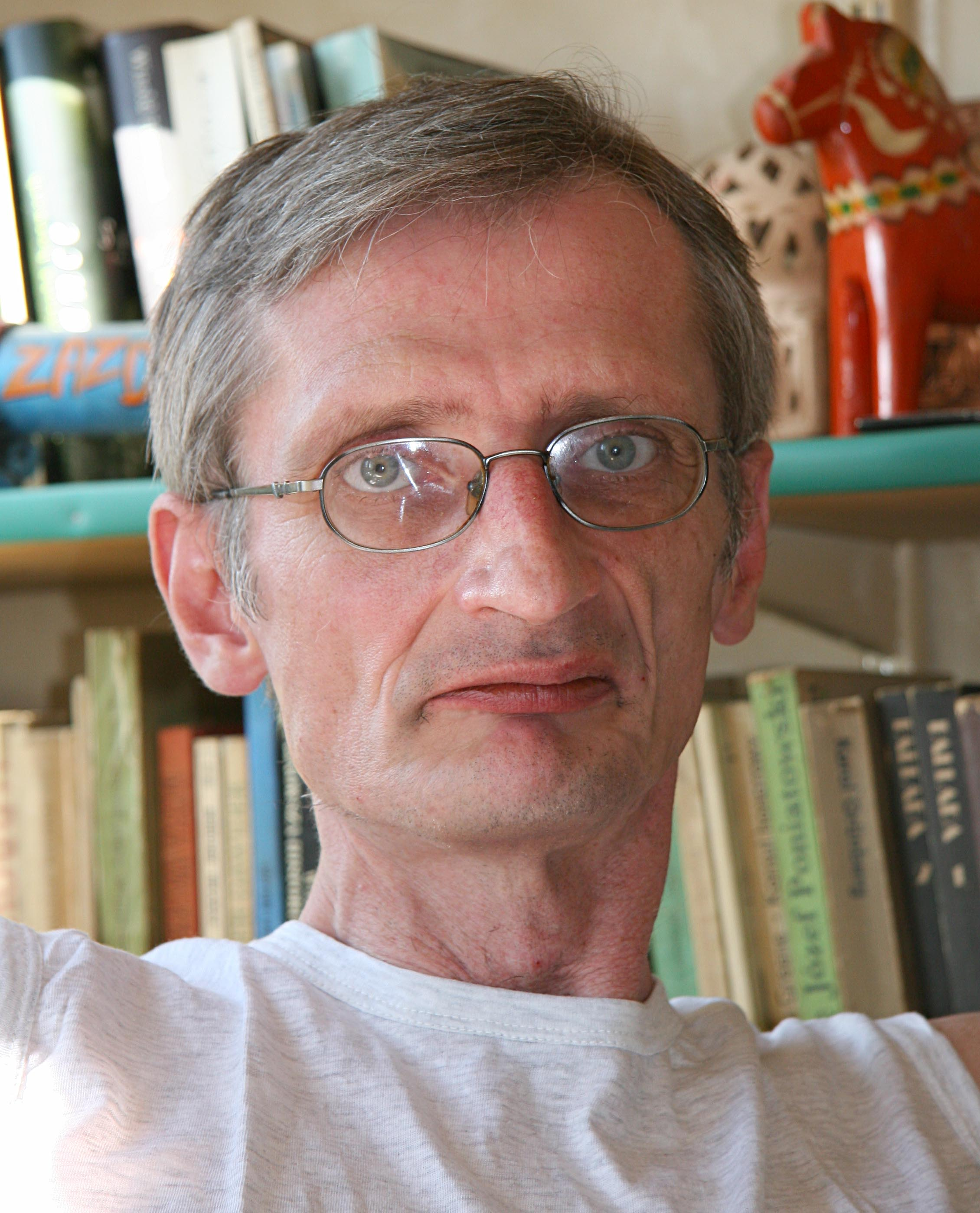
Witold Horwath (2010)

Witold Horwath (* 7. Juli 1957 in Warschau), bürgerlich Witold Łagowski, ist ein polnischer Drehbuch- und Romanautor.
Nach dem Abitur studierte er Polonistik und Psychologie an der Universität Warschau. Im Anschluss absolvierte er die Staatliche Filmhochschule. 1990 bis 1994 schrieb Horwath Feuilletonbeiträge für die polnische Zeitschrift Najwyższy Czas sowie bis einschließlich 1997 auch Kurzgeschichten für das polnische Kriminalmagazin Nowy Detektyw. Seit 1994 ist Horwath hauptberuflich als Drehbuchautor tätig. Er verfasste zahlreiche Drehbücher für polnische Film- und Fernsehproduktionen, darunter die langlebige Seifenoper Klan, die seit 1997 bei TVP1 ausgestrahlt wird. Überdies veröffentlicht Horwath seit 1992 in regelmäßigen Abständen Bücher, darunter mittlerweile zwei Sammelbände mit Erzählungen sowie sieben Romane; darunter auch der in deutscher Übersetzung von Esther Kinsky bei Hoffmann und Campe veröffentlichte Roman Séance.